# Witch house
Witch house (också kallat häxhouse) är en musikgenre som blandar influenser från mörk elektronisk musik och hiphop, särskilt screwstilen som bland annat DJ Screw utövade under 1990-talet. Användning av trummaskiner, noiseljud, synthpop-influerade melodier och kraftigt ändrad eller förvrängd sång är vanligt. Vanliga typografiska element av artist och/eller låtnamn inkluderar trianglar, kors och andra geometriska former.
Artister som förknippas med genren inkluderar Salem, Ritualz, White Ring och oOoOO.